# Partido Demócrata (Chile)
El Partido Demócrata, o en menor medida Partido Democrático, fue un partido político chileno fundado el 20 de noviembre de 1887 que representó los intereses de los trabajadores. Surgió por iniciativa de un grupo de militantes del Partido Radical que estaban muy desilusionados y disconformes con el lento accionar de la colectividad política. 
Aunque originalmente, apareció como un movimiento político muy lejano a las prácticas políticas tradicionales, con el paso de los años se transformó en uno más de los partidos que conformaron la llamada República Parlamentaria de principios del siglo XX. Se extinguió como tal en 1941, al fusionarse con el propio Partido Democrático.

## Historia

### Primeros años

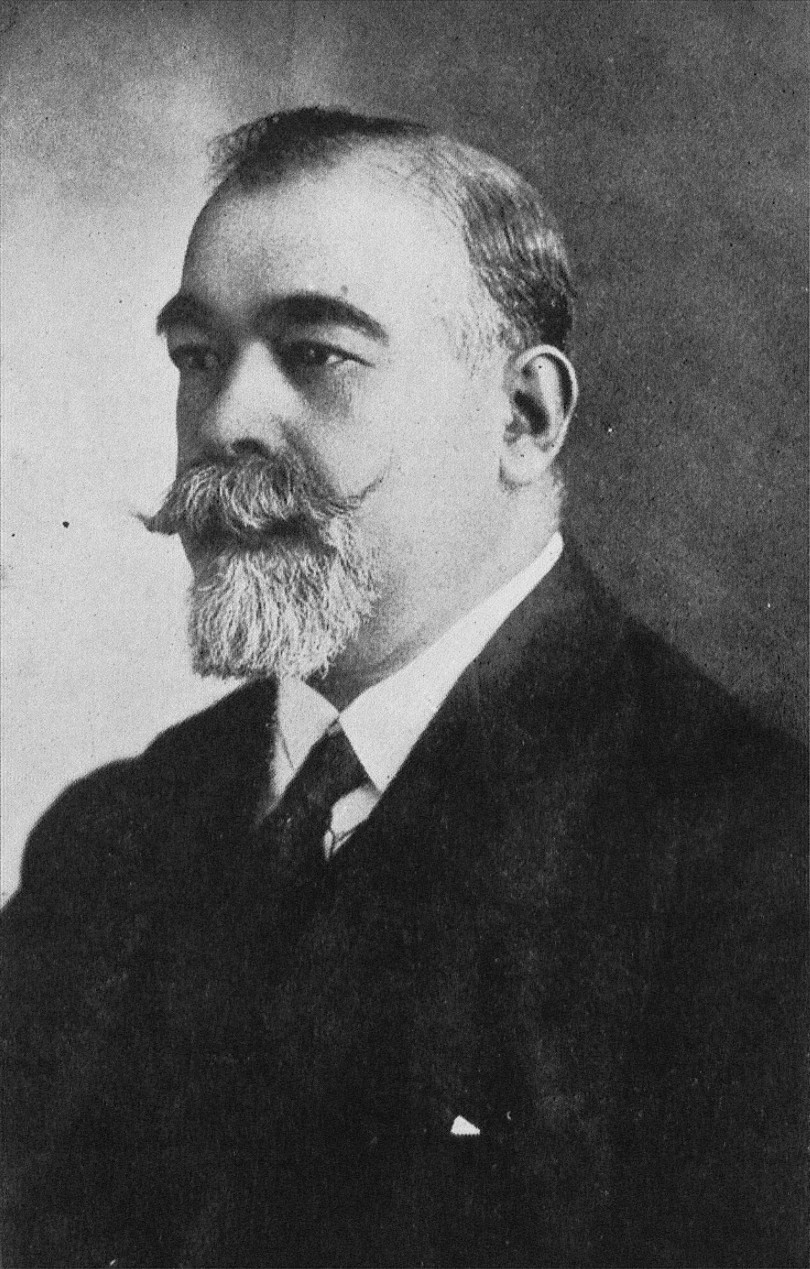
Malaquías Concha Ortiz, fundador del Partido Demócrata de Chile.

Sus antecedentes están en un grupo del Partido Radical, que estaba muy disconforme con la poca atención de este partido a las demandas y situaciones de los artesanos y clase obrera en general. Este grupo estuvo encabezado por Malaquías Concha Ortiz y Avelino Contardo entre otros. Inicialmente, en 1885 cuando se forma el grupo, se denominan internamente Radical Democrático y su medio de difusión es el diario La Igualdad. En 1887 se produce la separación definitiva. Su primer Directorio estuvo constituido por Antonio Poupin Negrete como presidente, Artemio Gutiérrez y Moisés González como vicepresidentes, y Malaquías Concha Ortiz y Moisés Anabalón como secretarios.
Su primera participación política fue en las manifestaciones por las alzas en la tarifa de segunda clase de los tranvías de Santiago en abril de 1888, las cuales derivaron en el incendio y posterior destrucción de varios carros en la denominada «huelga de los tranvías», el Directorio fue apresado por la autoridad pública y puesto a un proceso pero absueltos al no corresponderles de responsabilidad alguna.
En julio de 1889 realiza su primera Convención Nacional. Ella aprueba su Declaración de Principios y un Programa de Acción. Postula que la emancipación social y económica de los trabajadores es inseparable de la emancipación política. Postula un programa republicano, laico y democrático. Fuertemente influenciado por los ideales de la revolución francesa y los postulados de Francisco Bilbao.
El Partido Demócrata tiene por objeto la emancipación social, política y económica del pueblo (artículo 1 del Programa del Partido Demócrata, 1889 citado por Ortiz 2005 y Programa de la Democracia (1894) de Malaquías Concha.
El Partido Demócrata tiene por objeto la emancipación social, política y económica del pueblo, y particularmente de los trabajadores (artículo 1 del Programa del Partido Demócrata, modificado en 1913, citado por Ortiz 2005)
Tuvo gran acogida entre las sociedades mutuales, mancomunales, sociedades de socorro y agrupaciones de artesanos de Santiago, Valparaíso, Concepción y entre los mineros del norte de Chile. Estos constituyeron la base electoral de los demócratas. Además ayudaron a organizar las organizaciones obreras y crearon la prensa obrera.

### Guerra Civil e ingreso en el parlamento

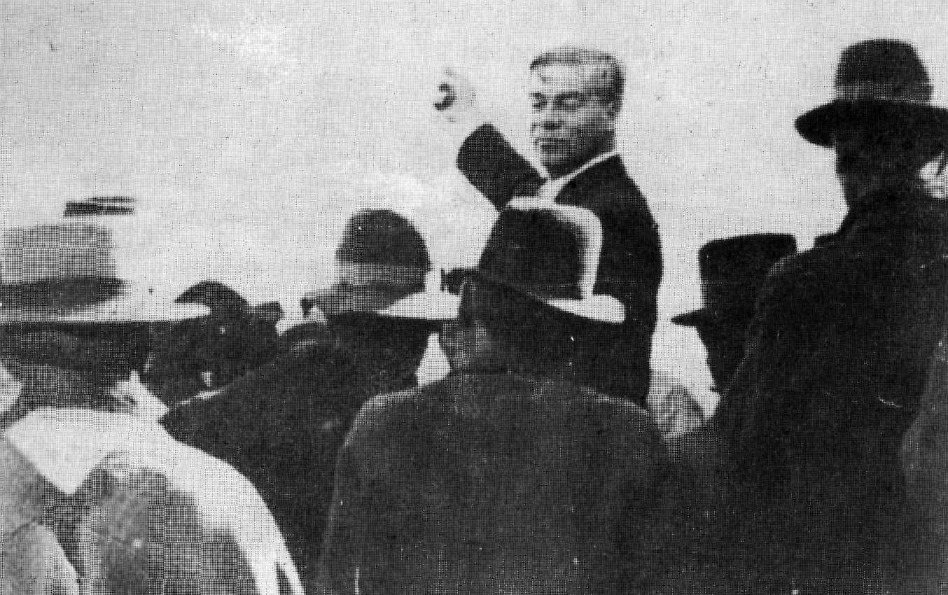
Luis Emilio Recabarren perteneció al partido hasta 1912, cuando formó el Partido Obrero Socialista.

En la Guerra Civil de 1891 estuvo de parte del presidente José Manuel Balmaceda. Defendió su posición por un medio de un manifiesto denominado El partido Democrático y su actividad en presencia de la evolución. Pero un pequeño grupo encabezado por Antonio Poupin Negrete se puso de lado de las fuerzas del Congreso. Al final del conflicto se mantuvo en la clandestinidad hasta abril de 1892 cuando se realiza una convención en Santiago y su Convención Nacional seis meses después. Obtiene su primer diputado, Ángel Guarello por Valparaíso, en 1894.
Mantuvo su independencia del resto de los partidos burgueses hasta la Convención Nacional de 1895 en Valparaíso. En ella se decidió romper con su aislamiento político y definió que su política de pactos electorales y políticos se haría de preferencia con los radicales, liberales y liberal democráticos (lo que equivale a la Alianza Liberal).
La acción del partido no demostró ser efectiva y a poco cayó en el juego de alianzas y compromisos con otros partidos dentro de la república parlamentaria. De esta época diversos militantes, influenciados por las lecturas y prácticas del anarquismo y socialismo se separan, creando grupos de corta vida, tales como el Centro Social Obrero (1896), Agrupación Fraternal Obrera (1896), Partido Obrero Francisco Bilbao (1898). Sólo con Luis Emilio Recabarren, al formar el Partido Obrero Socialista (POS) en 1912 surge un partido obrero definitivo.
En las elecciones de 1906 decidió no plegarse a la candidatura de Pedro Montt —representante de la Alianza Liberal— para postular al dirigente sindical Zenón Torrealba Ilabaca. El demócrata consiguió un solo sufragio en un universo de 262 votos electorales.
Para las elecciones presidenciales de 1920 presentó la precandidatura de Artemio Gutiérrez, aunque finalmente terminó apoyando al liberal Arturo Alessandri. El 3 de noviembre de 1921 hizo abandono del gobierno, pero regresó el 22 de marzo de 1922. Se opuso al Ruido de sables de 1924 que desestabilizó al gobierno, aunque algunos militantes, como Ángel Guarello, participaron en la Junta de Gobierno que se instaló posteriormente. En 1925 entregó su respaldo al presidente Emiliano Figueroa Larraín, pero tiempo después se transformó en uno de los primeros en acompañar a los movimientos que provocaron su renuncia e instalaron a Carlos Ibáñez del Campo en el poder. 
Entre 1927 y 1931 el partido fue presidido por el exmilitar Javier Ibáñez del Campo, hermano del presidente, quien negoció los cupos de la colectividad en el Congreso Termal de 1930, donde obtuvo cinco senadores y 30 diputados. Este Congreso se disolvió el 6 de junio de 1932 con la llegada de la República Socialista.
Tras la caída de Ibáñez en 1931, el Partido Demócrata levantó sin éxito la candidatura de Arturo Alessandri.

### Disolución
Una parte de los dirigentes y activistas demócratas siguieron con simpatía los movimientos revolucionarios de la década de 1930, lo cual explica la división de 1932. En dicho año, marcado por el surgimiento de una República Socialista en el país, un grupo encabezado por Miguel Chamorro no acató las resoluciones de la Convención Nacional y formó un Directorio Doctrinario que dio nacimiento el 20 de septiembre al Partido Democrático. Ambos sectores se reunificaron brevemente entre julio de 1933 y enero de 1934. La separación se debió al apoyo del Partido Demócrata al gobierno centroderechista de Arturo Alessandri.
En 1932 formó parte de la Federación de Izquierda. Para la elección presidencial de 1938 apoyó la candidatura del liberal Gustavo Ross, mientras el partido de Chamorro entregó su respaldo al radical Pedro Aguirre Cerda. 
En 1941 se fusionó de manera definitiva con el Partido Democrático, siendo considerado como el continuador de la colectividad creada por Malaquías Concha. En este partido convivieron posturas ideológicas de centroderecha e izquierda, las que se dividieron y unieron en varias oportunidades. Pese a que estaba oficialmente disuelto, algunos grupos hicieron resurgir el nombre del Partido Demócrata en las elecciones municipales de 1944 y las parlamentarias de 1945, los que tras dichos comicios no volvieron a aparecer.
El último representante histórico de las doctrinas del Partido Demócrata fue el Partido Democrático Nacional (PADENA).

## Resultados electorales

### Elecciones parlamentarias
|  | 0,12 % |

|  | 2,19 % |

|  | 3,46 % |

|  | 5,41 % |

|  | 5,58 % |

|  | 5,16 % |

|  | 6,83 % |

|  | 5,68 % |

|  | 5,85 % |

|  | 4,95 % |

|  | 8,03 % |

|  | 8,90 % |

|  | 22,41 % |

|  | 6,61 % |

|  | 4,86 % |

|  | 1,42 % |

|  | 1,03 % |

|  | 1,09 % |

Nota: no se incluyen resultados de 1930 (ver Congreso Termal).

### Elecciones municipales
|  | 8,36 % |

|  | 3,85 % |